# Enzo Hodebar
Enzo Hodebar (* 17. Mai 1999 in Créteil) ist ein französischer Leichtathlet, der sich auf den Dreisprung spezialisiert hat, aber auch im Weitsprung Erfolge feierte.

## Sportliche Laufbahn
Enzo Hodebar wuchs in Les Abymes auf der Karibikinsel Guadeloupe auf und sammelte 2015 erste internationale Erfahrungen, als er bei den CARIFTA Games in Basseterre mit übersprungenen 2,00 m die Bronzemedaille im Hochsprung in der U18-Altersklasse gewann und sich im Dreisprung mit 15,11 m die Silbermedaille sicherte. Anschließend siegte er beim Europäischen Olympischen Jugendfestival (EYOF) in Tiflis mit 7,32 m im Weitsprung sowie mit 15,24 m im Dreisprung. Im Jahr darauf siegte er mit 15,14 m bei den CARIFTA Games in St. George’s im Dreisprung in der U18-Altersklasse und gewann mit 7,09 m die Silbermedaille im Weitsprung. Im Juli gewann er dann bei den erstmals ausgetragenen Jugendeuropameisterschaften in Tiflis mit 7,54 m die Silbermedaille im Weitsprung. 2017 gewann er bei den CARIFTA Games in Willemstad mit 7,33 m bzw. 15,61 m jeweils die Bronzemedaille im Weit- und Dreisprung in der U20-Altersklasse. Im Juli belegte er dann bei den U20-Europameisterschaften in Grosseto mit 7,79 m den fünften Platz im Weitsprung. 2018 begann er ein Studium an der University of Florida in den Vereinigten Staaten und schied bei den U20-Weltmeisterschaften in Tampere mit 7,39 m in der Weitsprungqualifikation aus. 2019 belegte er bei den U23-NACAC-Meisterschaften in Santiago de Querétaro mit 7,50 s den siebten Platz im Weitsprung und wurde kurz darauf bei den U23-Europameisterschaften in Gävle mit 16,32 m Sechster im Dreisprung. 2021 gewann er bei den U23-Europameisterschaften in Tallinn mit einem Sprung auf 16,99 m die Silbermedaille im Dreisprung hinter dem Italiener Andrea Dallavalle. Im Jahr darauf schied er bei den Weltmeisterschaften in Eugene mit 16,64 m in der Qualifikationsrunde aus und gelangte anschließend bei den Europameisterschaften in München mit 16,62 m auf Rang sieben.
2023 schied er bei den Halleneuropameisterschaften in Istanbul mit einer Weite von 16,09 m in der Qualifikationsrunde aus. Im August verpasste er bei den Weltmeisterschaften in Budapest mit 16,17 m ebenfalls den Finaleinzug.
2022 wurde Hodebar französischer Meister im Dreisprung.

## Persönliche Bestleistungen
- Weitsprung: 7,79 m (+2,0 m/s), 21. Juli 2017 in Grosseto
  - Weitsprung (Halle): 7,17 m, 19. Januar 2018 in Clemson
- Dreisprung: 17,05 m (−0,9 m/s), 25. Juni 2022 in Caen
  - Dreisprung (Halle): 16,68 m, 14. Februar 2022 in Val-de-Reuil